# Pempteurys sericans
Pempteurys sericans là một loài bọ cánh cứng trong họ Cerambycidae.